# Семізбуга
Семізбу́га (каз. Семізбұға) — село у складі Бухар-Жирауського району Карагандинської області Казахстану. Входить до складу Бухар-Жирауського сільського округу.
Населення — 80 осіб (2021; 136 у 2009, 236 у 1999, 441 у 1989).
Національний склад станом на 1989 рік:
- казахи — 100 %.